# 藤岡作太郎
藤岡 作太郎（ふじおか さくたろう、明治3年7月19日（1870年8月15日） - 明治43年（1910年）2月3日）は、日本の国文学者、文学博士。

## 人物
加賀国金沢（現・石川県金沢市）生まれ。号は東圃・李花亭・枇杷園。1890年に第四高等中学校を卒業。ここでの同窓生に西田幾多郎、鈴木大拙（貞太郎）がおり、藤岡とあわせて「加賀の三太郎」と称される。
帝国大学文科大学国文科に進み、在学中に北國新聞創刊号に「小説管見」を発表。卒業後、大阪府第一中学校、京都真宗大谷派第一中学校教員、真宗大谷派大学寮教授、第三高等学校教授ののち、1900年東京帝国大学助教授となり、芳賀矢一の洋行の後の担当となる。1905年文学博士。日本文学史を全体にわたって講義し、『国文学全史』の執筆にかかるが、平安朝篇のみ完成したところで病に倒れ、心臓麻痺の為、39歳で死去。墓所は染井霊園。没後その遺稿が刊行され、『国文学全史平安朝篇』は今も読み継がれる古典である。

## 家族・親族
- 長女の綾は、1927年に雪の結晶の研究で知られる物理学者・中谷宇吉郎と結婚したが、翌1928年にジフテリアで死去している。
- 長男：藤岡由夫は原子物理学者。
- 次男：藤岡通夫は、建築史家。
- 孫：藤岡知夫はレーザー工学者。
- 曾孫：藤岡幸夫は指揮者。

## 栄典
- 1910年（明治43年）2月3日 - 従五位[2]

## 著書
- 日本風俗史 （平出鏗二郎共著 東陽堂 1895年）
- 国史綱 （錦光館 1897年）
- 日本文学史教科書 （開成館 1901年）
- 日本史教科書 （開成館 1902年）
- 近世絵画史 （金港堂 1903年）
- 国文学全史 平安朝編 （東京開成館 1905年）、新版・平凡社東洋文庫（全2巻）、講談社学術文庫
- 国文学史講話 （東京開成館 1908年）
- 松雲公小伝 （高木亥三郎 1909年）
- 東圃遺稿 巻1・2 （大倉書店 1911年-1912年）
- 近代小説史 （大倉書店「東圃遺稿巻第4」 1917年）
- 鎌倉室町時代文学史 （国本出版社 1935年）
- 藤岡作太郎著作集 （全4冊 岩波書店 1948年-1955年）

### 校訂
- 俳諧水滸伝 （遅月庵空阿 冨山房 1903年）
- 今昔物語選 （冨山房 1903年）
- 異本山家集 （本郷書店 1906年）
- 春雨物語 （上田秋成 冨山房 1907年）
- 英草紙 （近路行者 冨山房 1910年）

### 伝記
- 陣野英則『藤岡作太郎　「文明史」の構想』岩波書店「近代「国文学」の肖像」 2021年8月